# سیارک ۶۸۰۴
سیارک ۶۸۰۴ (به انگلیسی: 6804 Maruseppu، نامگذاری:1995WV) شش هزار و هشتصد و چهارمین سیارک کشف شده‌است که در ۱۶ نوامبر ۱۹۹۵ کشف شد.
قدر مطلق سیارک برابر ۱۳٫۷۰ است.